# Leucothyreus josephus
Leucothyreus josephus är en skalbaggsart som beskrevs av Ohaus 1922. Leucothyreus josephus ingår i släktet Leucothyreus och familjen Rutelidae. Inga underarter finns listade i Catalogue of Life.